# Anumeta ciliaria
Anumeta ciliaria är en fjärilsart som beskrevs av Ménétriés 1849. Anumeta ciliaria ingår i släktet Anumeta och familjen nattflyn. Inga underarter finns listade i Catalogue of Life.